# ベージャ県
ベージャ県（ベージャけん、Distrito de Beja）は、ポルトガルの県の1つ。南はファーロ県と北は、北東部はエヴォラ県、北西部は、セトゥーバル県と接している。西は大西洋に面し、東はスペインとの国境である。県都は、ベージャ。

## 地方自治体
15の地方自治体がある。
- アルジュシュトレル（Aljustrel）
- アルムドーヴァル（Almodôvar）
- アルヴィートゥ（Alvito）
- バランクシュ（Barrancos）
- ベージャ（県都）（Beja）
- カシュトル・ヴェルディ（Castro Verde）
- クーバ（Cuba）
- フィレイラ・ドゥ・アレンテージュ（Ferreira do Alentejo）
- メルトゥラ（Mértola）
- モウラ（Moura）
- オディミーラ（Odemira）
- オウリーキ（Ourique）
- セルパ（Serpa）
- ヴィディゲーラ（Vidigueira）